# Entandrophragma cylindricum
Pour le village du Cameroun, voir Sapelli.
Espèce
Classification phylogénétique
Statut de conservation UICN

 VU A1cd : Vulnérable

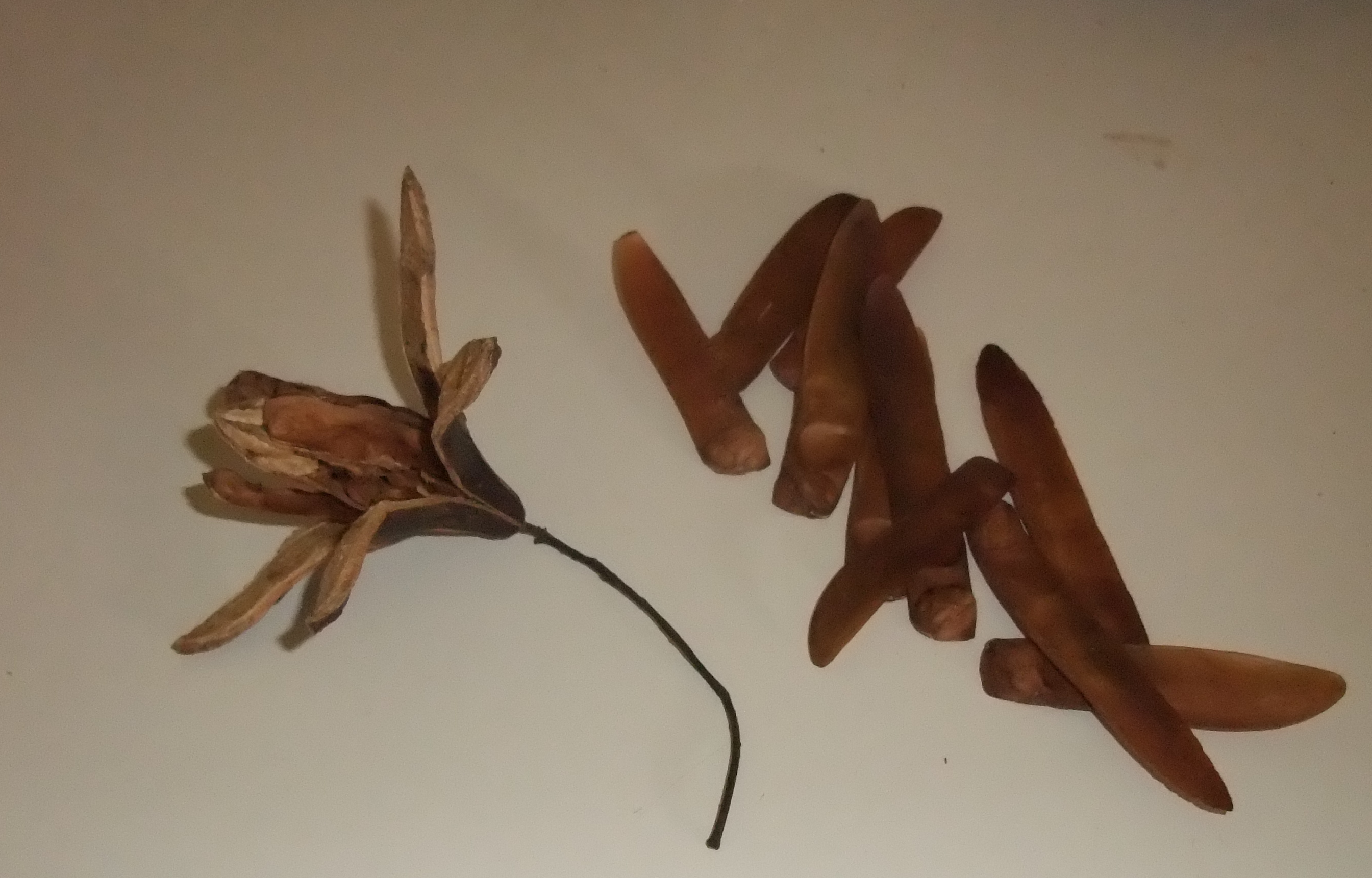
fruit et graines de E.cylindricum

Entandrophragma cylindricum (aussi appelé Sapelli, Sapali ou Sapele) est une espèce d'arbres tropical appartenant à la famille des Meliaceae.
Cette espèce des forêts tropicales humides est exploitée de façon sélective dans tout le bassin du Congo pour son bois rouge à très forte valeur commerciale.

## Aire de distribution et habitat
L’aire de distribution du Sapelli est large, depuis les forêts du Sierra Leone à l’ouest, jusqu’en Ouganda à l’est, près du lac Victoria, et vers le sud jusqu’en République démocratique du Congo (12° de latitude Nord à 5° de latitude Sud) (Hall & Swaine 1976), mais il est localement disséminé.
C’est la plus abondante des grandes Meliaceae commerciales. Ceci est certainement dû au fait qu’il s’agit d’une espèce aux exigences bioclimatiques et écologiques assez souples : elle vit à basse altitude, jusqu’à 500 m, et est présente dans des zones de pluviométrie comprises entre 1 200 et 2 500 mm par an (1 750 mm de précipitation moyenne annuelle), ayant une saison sèche inférieure à 4 mois, et des températures comprises entre 15 et 32 °C (25 °C de température annuelle moyenne). C’est une espèce de transition entre la forêt sempervirente et la forêt semi-décidue, présente jusqu’en lisière de savane. Le Sapelli s’installe également dans les forêts secondaires et les jachères, il préfère les sols secs et bien drainés des versants ou des plateaux et il évite les sols marécageux. C’est une espèce dominante de la canopée, à longue durée de vie (plus de 500 ans, Detienne et al. 1998), non pionnière, mais à tendance héliophile (Hawthorne 1995), hermaphrodite et entomophile, de demi-ombre dans son jeune âge et de pleine lumière ultérieurement.
La densité en Sapelli est globalement faible, autour de 1 à 1,5 individu de plus de 40 cm DHP à l’hectare sur l’ensemble de son aire de répartition, mais elle peut cependant varier de façon considérable entre les massifs, et atteindre plus de cinq individus à l’hectare dans les forêts centrafricaines.

## Le tronc
Adulte, c’est une espèce émergente de 60 m de hauteur en moyenne qui peut dominer la canopée (hauteur maximale : jusqu’à 94 m). Son tronc est droit, il peut mesurer jusqu’à près de 3 m de diamètre à sa base et présenter des contreforts. Les individus atteignent la canopée à partir d’environ 20 cm DHP, cependant, une partie meurt, probablement en raison du stress physiologique induit par la mise en lumière.

## Les fleurs et les fruits
Les fleurs du Sapelli sont hermaphrodites, petites, de couleur jaune-vert, et se présentent en panicules. La pollinisation est supposée entomophile, la plupart des Meliaceae étant pollinisés par des abeilles (Styles & Khosla 1976 ; et Bawa 1990) évoque également des papillons de nuit. La dispersion est anémochore, ou barochore quand le fruit (fermé ou ouvert) tombe entier au pied de l’arbre. Jusqu’à 12 982 graines ont été retrouvées à moins de 50 m d’un arbre (Madjibe & hall 2002), principalement entre 10 et 15 m de l’arbre mère (Debroux 1994).
La maturité fructifère peut commencer lorsque le diamètre du tronc à hauteur de poitrine est d’environ 50 cm, mais à un diamètre de 80 cm à hauteur de poitrine, seulement 50 % des arbres ont atteint leur pleine maturité (Plumptre 1995).